# 桑蒂·卡索拉
圣地亚哥·卡索拉·冈萨雷斯（西班牙語：Santiago Cazorla González，發音：[sanˈtjaɣo kaˈθoɾla ɣonˈθaleθ]；1984年12月13日—），是一名西班牙足球運動員，擔任進攻中場，曾經效力西班牙甲組聯賽球隊馬拉加及英格蘭足球超級聯賽球隊阿仙奴，他也曾經效力西班牙國家足球隊。現效力於奧維耶多。

## 生平

### 早年
辛迪·卡蘇拿出生於西班牙阿斯圖里亞斯的一個小鎮利亞內拉。他曾經為家鄉球隊皇家奧維多上陣，後來球會出現嚴重的財政危機，於2002-03賽季連降兩級至西班牙足球丙級聯賽。當時17歲的卡蘇拿被球會出售至西甲的維拉利爾。

### 維拉利爾
2003年11月30日，卡蘇拿於法定時間最後一分鐘入替，對陣拉科魯尼亞時完成一線隊首戰。2004-05賽季，卡蘇拿逐漸變成一隊常規陣容，其中於當屆圖圖盃更射入四球，協助球隊打入八強。

### 維爾瓦足球會
2006年7月7日，新升班球隊維爾瓦宣佈以60萬歐元簽入卡蘇拿，而合約中其中一條條款為維拉利爾能以120萬回購他。他整季的表演出色，於新球會的首戰便射入加盟後首球。賽季完結時，維爾瓦排名第八，而卡蘇拿亦成為當屆西班牙最佳球員。

### 重返維拉利爾
維拉利爾售出卡蘇拿一季後，便運用合約條款回購卡蘇拿，為尼赫治·卡維斯和基奧斯比·羅斯兩位前鋒提供入球機會，而自己亦在首季攻入五球。
2008年8月26日，有傳皇家馬德里有意收購卡蘇拿，但被他拒絕。於第二個賽季，卡蘇拿聯賽攻入自己職業新高的八球。可惜，他之後受傷患困擾，使他無法參加2010年世界盃。

### 馬拉加
2011年7月26日，卡蘇拿再次離開維拉利爾，被馬拉加以2100萬歐元收購。2012年3月18日，在對陣皇家馬德里時，他於補時階段射入罰球，協助球隊迫和1-1。他成為隊中該季第二號神射手，僅次前鋒沙洛文·朗頓，而馬拉加亦歷史性打進歐聯。

### 阿仙奴
2012年8月7日，英超劲旅阿仙奴官方宣布马拉加前场攻击手卡索拉与球队签署一份并没有公布具体期限的长期合同，但具体转会费并未透露，正式完成转会，成為阿仙奴該季第三位新加盟球會，前兩位分別是普多斯基及基奧特。卡蘇拿於首戰對陣新特蘭時便獲得全場最佳球員，而首個入球則在作客利物浦時，於晏菲路球場取得。於之後對陣雷丁的賽事中，更大演帽子戲法。2013年5月14日，卡蘇拿對陣韋根時，交出助攻大四喜，四個阿仙奴入球皆由他助攻，最終阿仙奴大勝4-1，取得來季歐聯資格。同時，他亦是阿仙奴陣中唯一一名上陣全部38場聯賽賽事的球員。他在全季各項賽事中，射入12球以及交出14次助攻，成為阿仙奴當季最佳球員。
2013-14賽季，阿仙奴打進英格蘭足總盃的決賽，但在決賽初段已落後2-0。卡蘇拿其後交出一入球一助攻，協助球隊反勝3-2，贏得足總盃，打破多年冠軍荒。
2014-15賽季，卡蘇拿於聯賽全季交出11次助攻，僅次於車路士的法比加斯。
2015-16賽季，卡蘇拿於對陣車路士的比賽中，兩黃一紅被逐，加上基比爾·包列斯達較早前亦被逐出場，令球隊僅剩9人應戰。

## 國家隊
2008年，時任西班牙領隊阿拉干尼斯揀選卡蘇拿進入2008年歐洲國家盃西班牙隊的參賽名單，而他亦在決賽上陣最後25分鐘，入替大衛施華，助國家隊重奪冠軍。

## 国际职业生涯
卡索拉在西班牙U-21国家队中开始了他的国际职业生涯，由伊纳基·萨埃斯（Iñaki Sáez）执教。他被征召参加与意大利U-21国家队的2004年夏季奥运会足球预选赛，在首场比赛中替补出场，于第77分钟替下哈维尔·阿里兹门迪，但因为西班牙未能最终晋级比赛，所以未参加第二回合比赛。
尽管在俱乐部足球中取得了成功，卡索拉在维森特·德尔·博斯克执教期间，很难在西班牙国家队中获得常规首发机会。
2008年5月17日，西班牙国家队主教练路易斯·阿拉贡内斯在2008年欧洲杯阵容中出人意料地选入了尚未代表国家队出场的卡索拉和塞尔吉奥·加西亚，而非更有经验的边锋球员乔金和阿尔贝特·里埃拉。阿拉贡内斯对这个决定进行了辩解，他说：“卡索拉和加西亚是表现非常出色且有可能入选国家队的球员。在考虑每个球员状态的情况下，我最终选择了里埃拉和卡索拉之间。”
在2008年5月31日首次代表国家队出场，并在与秘鲁的一场友谊赛中以2-1获胜后，卡索拉在欧洲杯小组赛对阵俄罗斯、瑞典、和希腊的比赛中替补登场，以及在对阵意大利的四分之一决赛中替补出场并在随后的点球大战中罚进点球，帮助西班牙队获胜。在决赛中，他替换大卫·席尔瓦上场踢了最后25分钟，帮助西班牙队以1-0击败德国，赢得了他们44年来的第一个大型锦标赛冠军。
2008年11月19日，卡索拉在对阵智利的一场友谊赛中打进他的首个国际进球，这场比赛以3-0在他所在俱乐部的主场获胜。他也入选了次年的联合会杯大名单，并在几场比赛中替补登场。
由于腹股沟伤势，卡索拉错过了2010年国际足联世界杯，之后他重返国家队。2011年6月4日，在马萨诸塞州福克斯博罗市与美国男子国家足球队的友谊赛上卡索拉在上半场攻入两球，帮助西班牙队以4-0取得胜利。
卡索拉入选了西班牙队参加在波兰和乌克兰举行的2012年欧洲杯的阵容。他在对阵爱尔兰（4-0小组赛胜利）和法国（2-0, 四分之一决赛）的比赛中各上场10分钟和6分钟，并为最终的冠军球队出场。
卡索拉入选了西班牙参加2014年国际足联世界杯的30人预备队名单，并入选了最终参赛名单。6月19日，他在小组赛第二场对阵智利的比赛中替补出场，比赛最后14分钟替下佩德罗。西班牙队以0-2失利，被淘汰出局。他在最后一场对阵澳大利亚的无关比赛中首发出场，西班牙队获得胜利。
2015年10月9日，卡索拉在对阵卢森堡的比赛中攻入两球，帮助西班牙以4-0获胜，这场比赛也使西班牙队获得了2016年欧洲杯的资格。他在接下来的一个月的一场友谊赛中出场并攻入一球，对阵英格兰获胜。然而，由于刚刚从伤病中恢复，他未能入选参加欧洲杯2016的最终名单，并且由于长期伤病问题，他在2016年和2017年没有为国家队效力。
在克服伤病问题并在比利亚雷亚尔重返常规比赛后，卡索拉于2019年5月被征召入西班牙队，参加即将到来的2020年欧洲足球锦标赛预选赛比赛。6月7日，他在1302天后首次代表西班牙出场，在4-1战胜法罗群岛的2020年欧洲足球锦标赛预选赛中首发登场。这也是卡索拉的一个里程碑时刻，他在比赛的下半场担任队长，取代了正常的队长塞尔吉奥·拉莫斯的位置。

## 榮譽

### 球會
維拉利爾
- 歐洲足協圖圖盃冠軍：2004

 阿仙奴
- 英格蘭足總盃冠軍：2013–14，2014–15
- 英格蘭社區盾冠軍：2014，2015

薩德
- 卡達星級足球聯賽冠軍：2020–21，2021–22
- 卡塔爾酋長盃冠軍：2020，2021
- 卡塔爾盃冠軍：2021
- 卡塔爾星盃冠軍：2019–20

### 國家隊
西班牙國家隊
- 歐洲國家盃冠軍：2008，2012

### 個人
- 西班牙最佳球員: 2006–07
- 2015年英格蘭足總盃決賽最有價值球員

## 外部連結
- 辛迪·卡蘇拿數據  Liga de Fútbol Profesional （页面存档备份，存于） （西班牙文）
- 辛迪·卡蘇拿資料 uefa.com （页面存档备份，存于）
- 辛蒂·卡索拉 （页面存档备份，存于） - Topforward （英文）
- 辛迪·卡蘇拿資料 Recreativo （页面存档备份，存于） （西班牙文）